# Lista över kolossalskulpturer
Kolossalskulpturer är skulpturer som är stora utöver det vanliga.

## Brasilien
- Cristo Redentor i Rio Janeiro (höjd 38 m, med sockel)

## Egypten
- Sfinxen i Giza (höjd cirka 20 m)

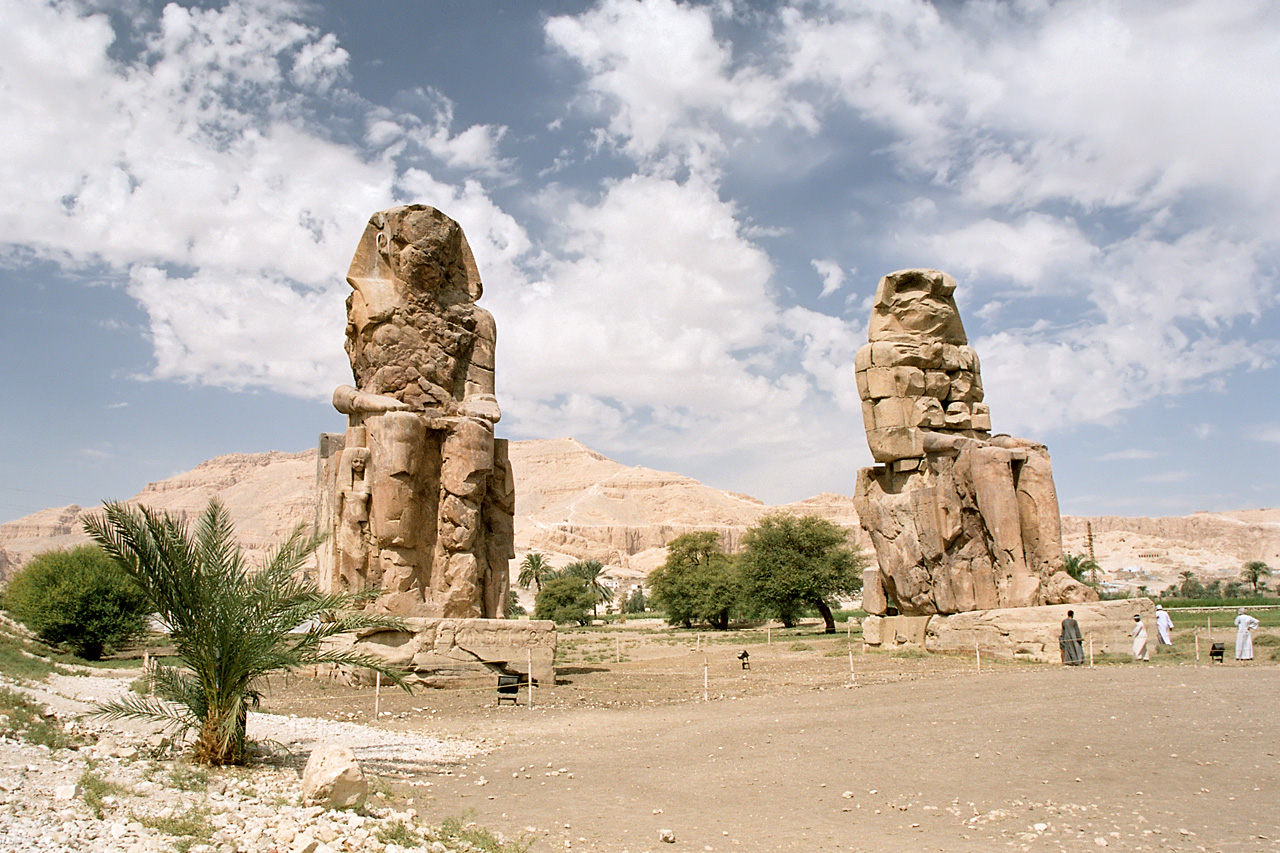
Memnons stoder i Kom el-Hetan, Egypten.

- Kom el-Hetan, Luxor (höjd cirka 18 m)
- Konungsbilderna i Thebe
- Lejon- och tjurfigurer i Nineve

## Frankrike
- Lejon i Belfort (höjd 10,7 m)

## Grekland
- Athena Promachos i Akropolis
- Zeusstatyn i Olympia (höjd cirka 12 m, förstörd)
- Kolossen på Rhodos (höjd mellan 32 och 36 meter, förstörd)

## Italien

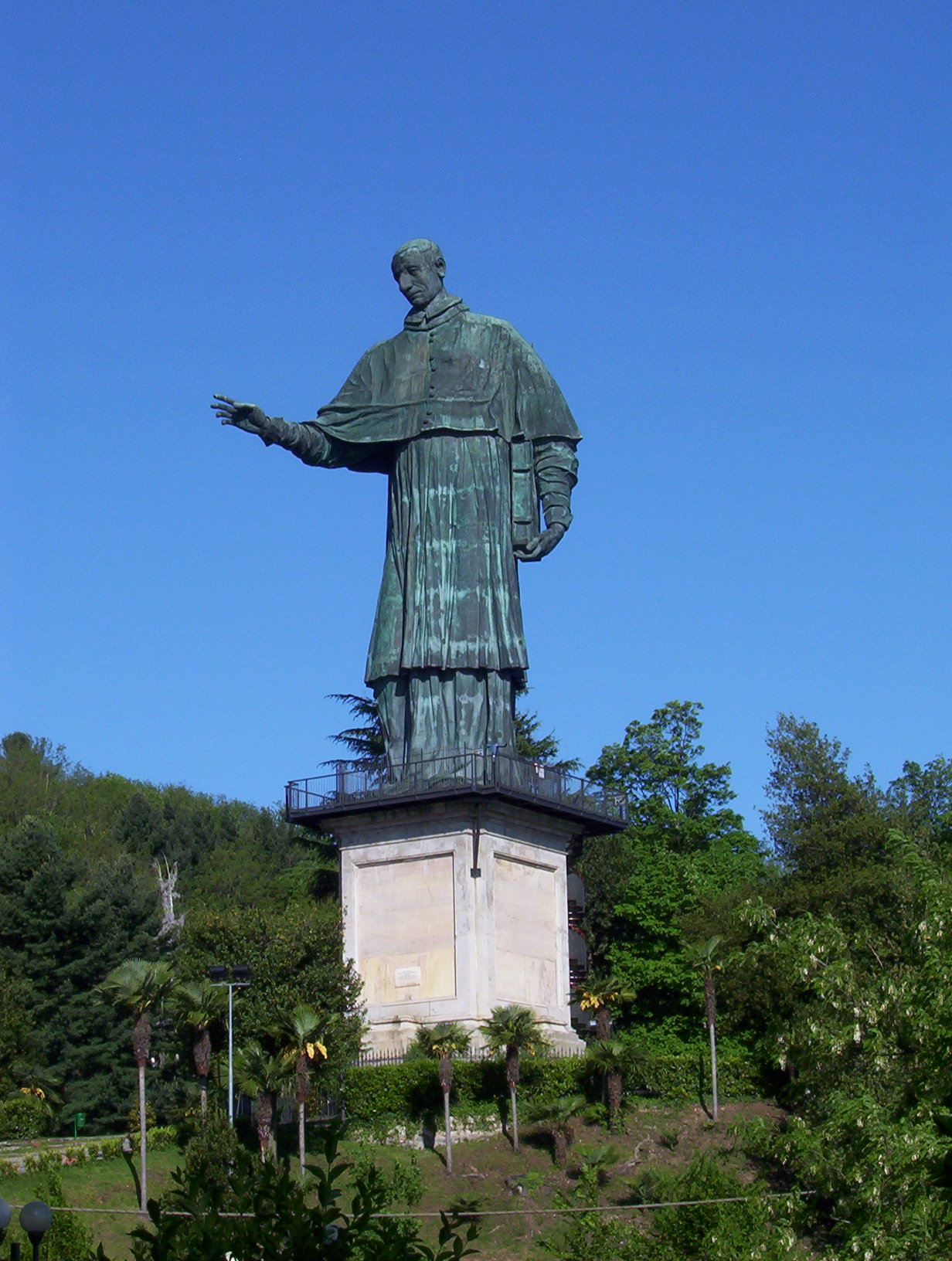
Carlo Borromeo-staty i Arona, Italien.

- Nerostaty vid Colosseum i Rom (höjd cirka 35 m, förstörd)
- Dioskurerna vid Kapitolinska museerna i Rom (höjd cirka 6 m)
- Carlo Borromeo-staty i Arona (höjd cirka 22 m)
- David, Florens (höjd 5,17 m)

## Kina
- De tolv metallfigurerna (höjd okänd)

## Sverige
- Kvinnohuvud av Picasso i Halmstad (höjd 15 m)

## Tyskland
- Herkules i Bergpark Wilhelmshöhe, Kassel (höjd 8,25 m)
- Hermannsdenkmal nära Detmold (figur 26,57 m hög)
- Bavaria i München (figur 18,52 m hög)
- Niederwalddenkmal (figur 12,5 m hög)

## USA
- Frihetsgudinnan i New York (höjd 93 m inklusive sockel)